# 소련 소비에트 대회
소련 소비에트 대회(러시아어: Съезд Советов СССР)는 1922년 12월 30일 설립되어, 1936년 12월 5일 해체된 소련의 입법부이자 의회였다. 소련 중앙집행위원회와 주축을 이루었다. 소비에트 공화국 의회의 후계 조직이며, 소련 최고 소비에트의 선행 조직이었다.

## 선거
소련 소비에트 대회의 선거 방식은 간접 선거였으며, 민주집중제의 원칙을 따랐다. 각각 시의회와 자치주 의회 선거도 하였다.

## 권한
소련 소비에트 대회는 다음과 같은 권한을 지녔다.
- 소련의 헌법 개정.
- 소련의 새로운 공화국 편입.
- 소련의 경제와 국가 예산의 개발뿐만 아니라, 현재 입법의 일반 원칙의 승인을 위한 계획의 원칙의 설립.

소련 소비에트 대회는 모든 공공 기관의 일반적인 방향을 결정하였고, 이에 대한 책임을 위해 소련 중앙집행위원회를 두었다. 소련 소비에트 대회의 유알한 상임 간부회 회장은 미하일 칼리닌이었다.